# Sparkasse St. Blasien
Die Sparkasse St. Blasien ist eine öffentlich-rechtliche Sparkasse mit Sitz in St. Blasien in Baden-Württemberg. Ihr Geschäftsgebiet umfasst die Stadt St. Blasien und die Gemeinden Bernau, Dachsberg, Häusern, Höchenschwand, Ibach und Schluchsee.

## Organisationsstruktur
Die Sparkasse St. Blasien ist eine Anstalt des öffentlichen Rechts. Rechtsgrundlagen sind das Sparkassengesetz für Baden-Württemberg und die durch den Verwaltungsrat der Sparkasse erlassene Satzung. Organe der Sparkasse sind der Vorstand und der Verwaltungsrat.

## Geschäftsausrichtung und Geschäftserfolge
Die Sparkasse St. Blasien wies im Geschäftsjahr 2023 eine Bilanzsumme von 695,01 Mio. Euro aus und verfügte über Kundeneinlagen von 315,63 Mio. Euro. Gemäß der Sparkassenrangliste 2023 liegt sie nach Bilanzsumme auf Rang 340. Sie unterhält 6 Filialen/Selbstbedienungsstandorte und beschäftigt 79 Mitarbeiter.

## Geschichte
Bereits im Mai 1853 wurde vom Fabrikdirektor Frisch ein Sparverein der Fabrik St. Blasien gegründet. Im Jahre 1859 wurde dann die Bezirkssparkasse St. Blasien gegründet und es wurde der erste Verwaltungsrat gewählt.
Das stetige Wachstum machte es schon in den 1920er-Jahren erforderlich, nach eigenen, größeren Räumlichkeiten zu suchen und so eröffnete man am 20. Januar 1927 die erste Zweigstelle in Schluchsee.
Neun Jahre später wurde die zweite Zweigstelle in Höchenschwand eröffnet.
Im Laufe der Jahre wurden ebenso die Zweigstellen in Bernau, Häusern, Menzenschwand und Wolpadingen eröffnet.
Am 2. Juli 1965 war der erste Anbau in der Hauptstelle St. Blasien notwendig, um die Kundenhalle und weitere Büros unterzubringen.
2004 folgte ein Neubau der Verwaltungszentrale mit Hauptstelle in St. Blasien. Die Bauzeit belief sich auf 25 Monate und somit nahm die Sparkasse 2006 ihren Betrieb im neuen Gebäude auf.
Die Sparkasse St. Blasien feierte ihr 150. Jubiläumsjahr am 28. Januar 2009.

## Sparkassen-Finanzgruppe
Die Sparkasse St. Blasien ist ein Teil der Sparkassen-Finanzgruppe. Im Verbundgeschäft arbeitet sie mit der Landesbausparkasse Baden-Württemberg, der Deutsche Leasing, der DekaBank, der SV SparkassenVersicherung und der Landesbank Baden-Württemberg zusammen.